# Hiromori Hayashi
Hiromori Hayashi (Província de Settsu, 28 de dezembro de 1831 – 5 de março de 1896) foi um compositor japonês que compôs o hino nacional japonês  "Kimigayo".

## Vida e carreira
Ele obteve alguns cargos na corte real desde sua juventude. Ele se mudou para Tóquio após a Restauração Meiji e em 1875 ajudou a fundir a teoria musical ocidental com a teoria japonesa. A versão final do hino foi tocada pela primeira vez para o Imperador Meiji para seu aniversário, em 3 de novembro de 1880.
Fontes são contraditórias sobre quem compôs a música. A historiadora Emiko Ohnuki-Tierney escreve que "o compositor é nominalmente identificado como Hayashi Hiromori, um músico da Corte Imperial, mas acredita-se que Oku Yoshiisa, que trabalhou para Hayashi, foi quem compôs a música, com alguns rearranjos por Franz Eckert (1852–1916)." A melodia que Hayashi fez substituiu um arranjo feito por John William Fenton, um líder de banda militar irlandês, que foi rejeitado em 1870. A Corte então adotou uma nova melodia composta por Yoshiisa Oku e Akimori Hayashi. O compositor é frequentemente listado como Hiromori Hayashi, que era o supervisor deles e o pai de Akimori. Akimori também foi um dos pupilos de Fenton. O músico alemão Franz Eckert aplicou à melodia uma harmonia com estilo ocidental.